# Malacosoma californicum
Sâu bướm lều phía tây (Malacosoma californicum) là một loài bướm đêm thuộc họ Lasiocampidae. Nó được tìm thấy ở phía tây miền Tân bắc.
Sải cánh dài ca. 28 mm.

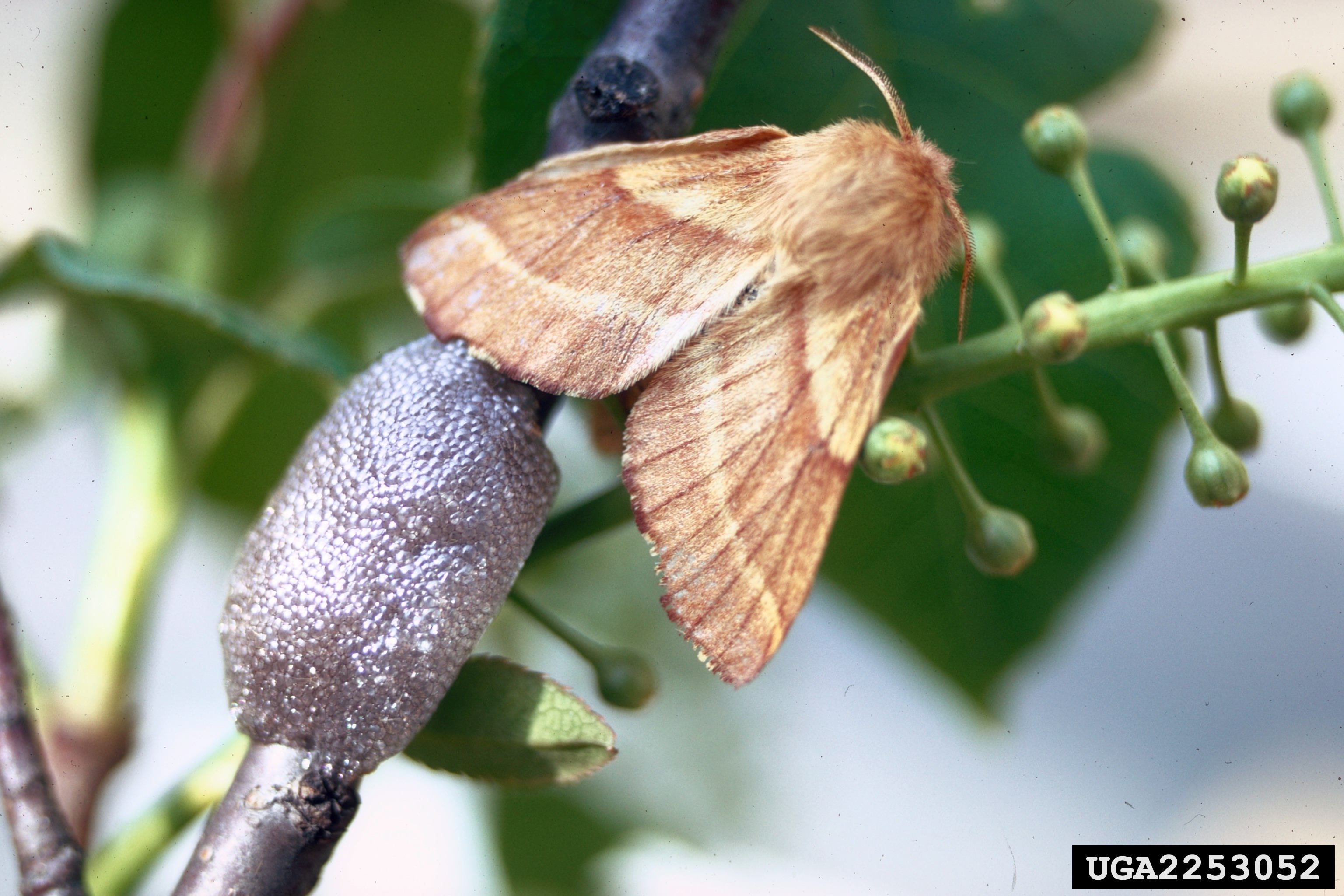
Con cái với trứng

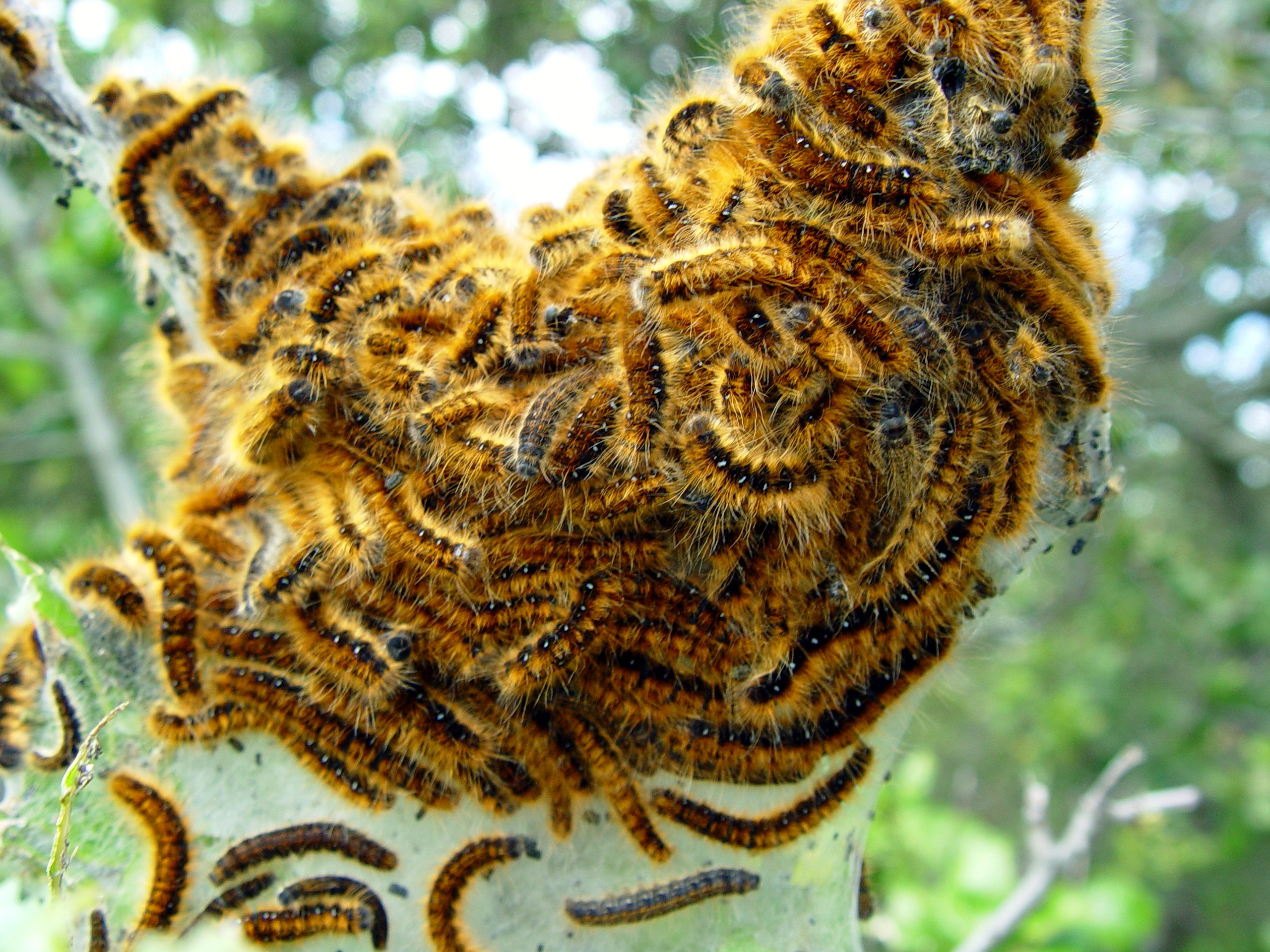
Sâu bướm.

Ấu trùng ăn nhiều loài cây như sồi và dương.

## Hình ảnh

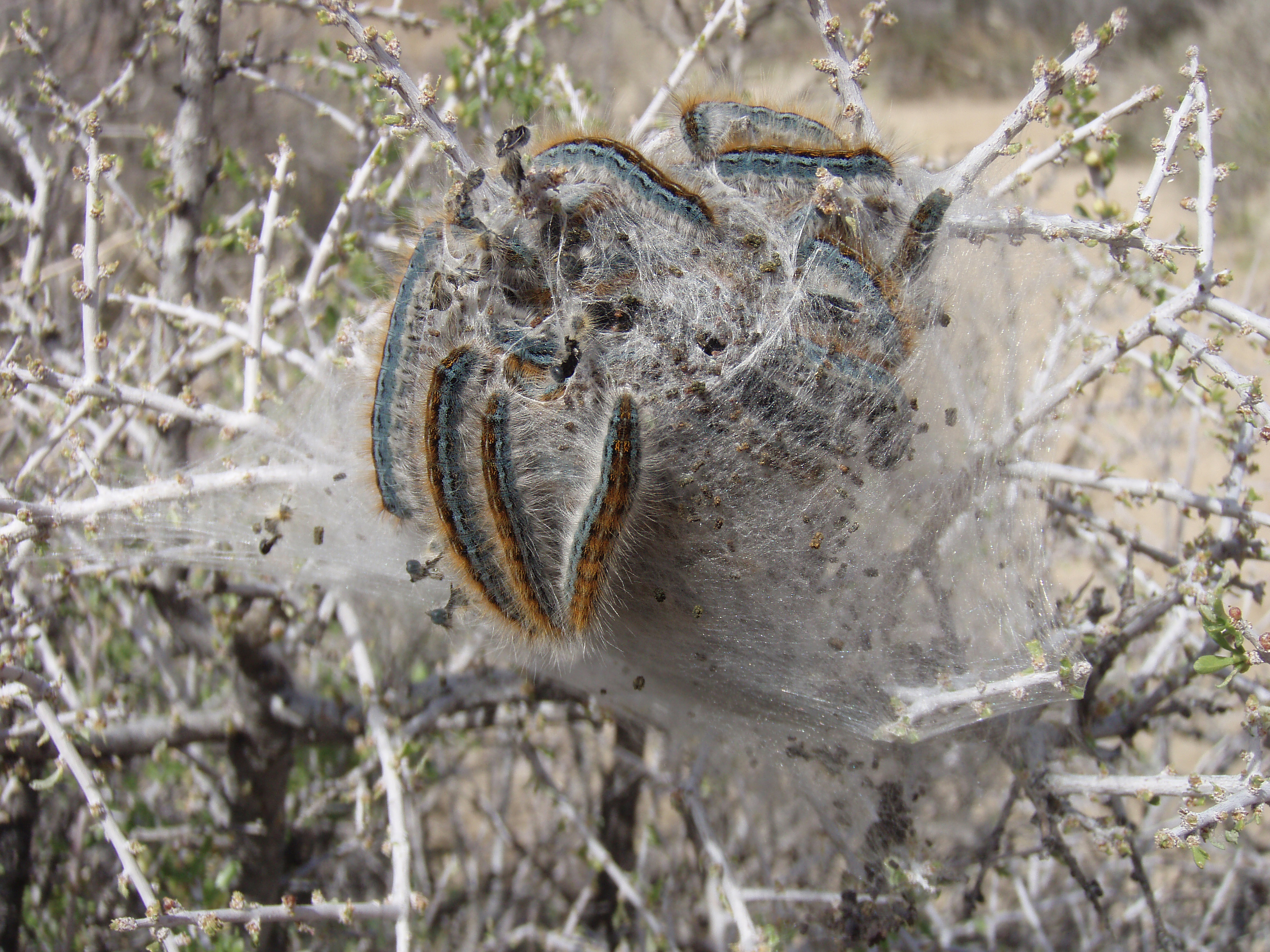